# فورزا هورایزن ۵
فورتزا هورایزن ۵ (به انگلیسی: Forza Horizon 5) یک بازی ویدئویی مسابقه‌ای است که در سال ۲۰۲۱ توسط پلی‌گراند گیمز توسعه یافته و به‌وسیلهٔ ایکس‌باکس گیم استودیوز منتشر شده است. این بازی پنجمین عنوان مجموعهٔ فورزا هورایزن و دوازدهمین قسمت اصلی از مجموعهٔ فورتزا است. این بازی در یک نمایش تخیلی از مکزیک جریان دارد و در ۹ نوامبر ۲۰۲۱ برای مایکروسافت ویندوز، ایکس‌باکس وان و ایکس‌باکس سری اکس/اس منتشر شد. این بازی همچنین قرار است در ۲۹ آوریل ۲۰۲۵ برای کنسول پلی‌استیشن ۵ منتشر شود، و این نخستین باری است که عنوانی از سری فورتزا خارج از هر دو پلتفرم ایکس‌باکس و رایانه شخصی برای پلتفرم دیگری منتشر می‌شود.
این بازی مورد تحسین منتقدان قرار گرفت و پس از انتشار به موفقیت تجاری تبدیل شد. این بازی در هفتهٔ نخست برای بیش از ده میلیون گیمر عرضه شد که بزرگ‌ترین عرضه یک بازی ایکس‌باکس گیم استودیوز است. این بازی نامزد سه جایزه با رأی هیئت داوران در گیم آواردز ۲۰۲۱ شد، که هر سه نامزدی خود را برد و از این لحاظ با بازی هیزلایت و دو نفر لازم است برای بیشترین برد برابری کرد و همچنین نامزد جایزهٔ بهترین صداگذاری از دید بازیکنان با رأی عمومی شد که این جایزه در نهایت به هیلو اینفینیت رسید.

## روند بازی

بازیکن با خودروی لامبورگینی دیابلو اس‌وی در حال مسابقه دادن در برابر حریف در یک مسابقهٔ جاده‌ای است

فورتزا هورایزن ۵ یک بازی ویدیویی مسابقه‌ای است که در یک محیط جهان باز و در نمایشی تخیلی از مکزیک اتفاق می‌افتد. این بازی دارای بزرگ‌ترین نقشه در کل مجموعهٔ فورتزا هورایزن است که ۵۰٪ بزرگتر از فورزا هورایزن ۴ است و همچنین دارای بالاترین امتیاز در مجموعهٔ هورایزن است. این نقشه توسط کارگردان بازی، مایک براون به عنوان یکی از متنوع‌ترین نقشه‌های فورتزا هورایزن که توسط گروه ساخته شده است توصیف شد. این نقشه شامل آتشفشان‌ها و کاسه‌های آتشفشانی فعال، جنگل‌ها و سواحل، معابد باستانی مایاها و شهرهایی مانند گوآناخوآتو سیتی است. بازیکنان می‌توانند آزادانه دنیای باز را کشف کنند، اگرچه می‌توانند در مسابقات چند نفره نیز شرکت کنند و حالت کمپین را کامل کنند. هم ماشین‌های ارائه شده در بازی و هم شخصیت بازیکن را می‌توان به‌طور گسترده سفارشی کرد. بازیکنان می‌توانند آهنگ‌ها و آهنگ‌های سفارشی برای ماشین‌ها ایجاد کنند، و تعویض موتور، تعویض پیشرانه، یا نصب کیت‌های بدنه روی خودروهای خاص انجام دهند. این بازی اولین بازی در این مجموعه است که از رهگیری پرتو بر روی اتومبیل‌ها پشتیبانی می‌کند (اگرچه این قابلیت فقط در فورتزاویستا در دسترس است).
این بازی یک سیستم آب و هوای جدید (آب و هوای محلی) را معرفی می‌کند که در آن بازیکنان می‌توانند از یک طرف نقشه بازدید کنند و به‌طور قابل مشاهده طوفان را ببینند. از آنجایی که مکزیک کشوری بسیار وسیع با چنین دامنه وسیعی از ارتفاعات است، آب و هوای متعددی به‌طور همزمان در بازی ظاهر می‌شود. چهار فصل هنوز وجود دارد، اما بر یازده بیوم منحصر به فرد اطراف نقشه تأثیر می‌گذارد. به عنوان مثال، در فصل خشک، طوفان‌های شن ظاهر می‌شوند، در حالی که طوفان‌های گرمسیری در طول فصل طوفان پاییز رخ می‌دهد. جزئیات دیگر در جنگل است که در آن محیط اکنون به آب و هوا واکنش نشان می‌دهد. نمونه‌ای از آن این است که برگ‌ها در همه جا پرواز می‌کنند.
فورتزا هورایزن ۵ همچنین یک هورایزن آرکید کاملاً جدید را معرفی می‌کند. این شامل مجموعه ای از بازی‌های مینی چند نفره است که در سراسر نقشه پخش شده‌اند. یکی از این بازی‌های چندنفره کوچک «پیناتا پاپ» نام دارد که در آن هواپیمای باری جشنوارهٔ هورایزن، پیناتاها را رها می‌کند. هدف این است که بازیکن تا جایی که می‌توانند با رقابت با بازیکنان دیگر، پیناتاهای زیادی را جمع کنند. همچنین در این بازی «ایونت‌لب» معرفی شد؛ مجموعه ابزاری که در آن بازیکنان می‌توانند بازی‌های سفارشی، مسابقات و موارد دیگر را بسته به ترجیح شخصی خود ایجاد کنند. در این بازی قابلیت جدیدی به نام فورتزا لینک معرفی شد. به گفته براون، این یک دستیار هوش مصنوعی است که وضعیت فعلی بازیکنان را ردیابی می‌کند و به آنها کمک می‌کند تا با بازیکنان دیگر به صورت برخط ارتباط برقرار کنند و با هم بازی کنند. فورتزا لینک همچنین می‌تواند سامانهٔ ردیابی بازیکنان را در صورت پذیرفتن دعوت از یک بازیکن دیگر، پیوند دهد. در مجموعهٔ فورتزا هورایزن، به بازیکنان این امکان را می‌دهد که برای انجام کارهای خاص امتیاز و جوایز جمع کنند. قفل برخی از وسایل نقلیه را فقط می‌توان با تکمیل افتخارات باز کرد. در این بازی بیش از ۱۸۰۰ جایزه برای بازیکن وجود دارد.
حالت بازی بتل رویال حذفی که در فورتزا هورایزن ۴ معرفی شده بود، در این بازی نیز وجود دارد؛ البته بازی‌بازها در ابتدا به‌جای مینی ۱۹۶۵
با فولکس واگن بیتل ۱۹۶۳ شروع می‌کنند. این بازی برخلاف نسخهٔ قبل که حالت حذفی را پس از عرضه دریافت کرد، برای این حالت طراحی شده است. مانند نسخهٔ قبل، بازیکنان می‌توانند خانه‌های درون بازی از کابین‌های کوچک کنار ساحل گرفته تا حتی یک هتل را بخرند که می‌تواند پاداش‌هایی مانند چرخش چرخ و حق سفر سریع را باز کند. بازی دارای بیش از ۶۰۰ وسیله نقلیه دارای مجوز است.

### به‌روزرسانی محتوا
فورتزا هورایزن ۵ از زمان انتشار خود شاهد به‌روزرسانی‌های محتوایی و رفع باگ‌های زیادی بوده است. به‌روزرسانی محتوای ماهانه شامل خودروهای جدید، کلکسیون، بوق، لباس و غیره است. این به‌روزرسانی‌ها معمولاً موضوع خاصی دارند. به عنوان مثال، به‌روزرسانی سری ۲ در دسامبر ۲۰۲۱ منتشر شد و محتوای آن در دور جشن کریسمس می‌چرخید. بسیاری از به‌روزرسانی‌ها شامل تغییرات نقشه‌های سری‌های خاص نیز می‌شوند، به عنوان مثال، به‌روزرسانی سری ۵ یک پارک بدلکاری واقع در ورزشگاه را روی نقشه معرفی کرد. این بازی اولین بازی در این مجموعه است که به غیر از فصول، تغییرات نقشه جدیدی را ارائه می‌دهد.
اولین الحاقیهٔ بازی، فورتزا هورایزن ۵: هات ویلز، به‌عنوان جانشین عنوان فورتزا هورایزن ۳: هات ویلز در ۱۹ ژوئیه منتشر خواهد شد. این اعلامیه سه روز قبل از معرفی رسمی آن به‌طور تصادفی از طریق لیست استیم لو رفت.

## توسعه

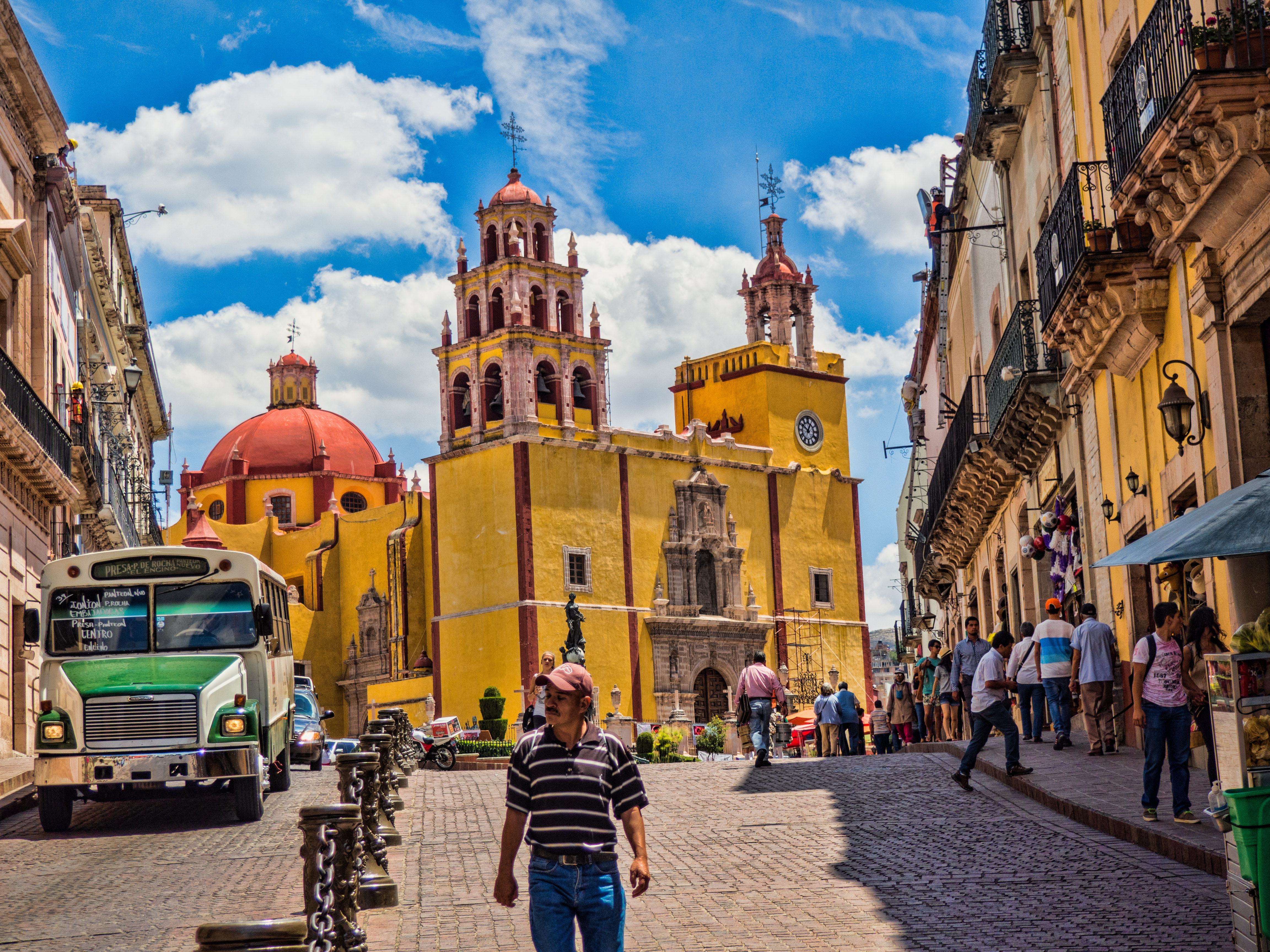
در این بازی از خیابان‌های باریک و میدان‌های گوآناخوآتو به عنوان مکانی برای مسابقات شهری استفاده شده است

فورتزا هورایزن ۵ توسط پلی‌گراند گیمز ساخته شده است. هدف این گروه ایجاد یک بازی بود که مقیاس آن به‌طور قابل توجهی بزرگتر از بازی‌های قبلی باشد. این گروه مکزیک را به دلیل مناظر متنوع و طبیعت آن به عنوان محیط بازی انتخاب کرد. این گروه همچنین با هنرمندان مکزیکی برای ایجاد نقاشی‌های دیواری درون بازی و نوازندگان مکزیکی برای ساخت موسیقی‌های متن بازی همکاری کرد و گروهی را به بازدید از مکزیک فرستاد تا داده‌های نور و آسمان دنیای واقعی را ضبط کند. این بازی به‌طور گسترده از داده‌های تصویرسنجی استفاده کرد تا محیط مجازی بازی را شبیه به همتای واقعی خود کند. نمونه‌ای از این مورد سنگ‌های در کنار کاسه‌های آتشفشانی است که می‌توان آنها را با جزئیات بالایی مشاهده کرد. اشیاء مجزا مانند سوزن‌های موم‌انجیر استوانه‌ای نیز می‌توانند توسط بازی نمایش داده شوند (اگرچه هم‌اکنون این قابلیت فقط برای ایکس‌باکس سری اکس/اس در دسترس است).
فورتزا هورایزن ۵ در نمایشگاه مایکروسافت و بتزدا در ای۳ ۲۰۲۱ معرفی شد. این بازی برای مایکروسافت ویندوز، ایکس‌باکس وان و ایکس‌باکس سری اکس/اس در ۹ نوامبر ۲۰۲۱ منتشر شد. نسخهٔ کنسول پلی‌استیشن ۵ که توسط پنیک باتون توسعه یافته برای انتشار در سال ۲۰۲۵ رونمایی شد که این اولین عنوان از سری فورتزا بر روی کنسول‌های خانگی غیر ایکس‌باکس و همچنین بر روی کنسول برند پلی‌استیشن به‌شمار می‌رود.

## بازتاب‌ها
| گردآورنده | امتیاز                    |
| --------- | ------------------------- |
| متاکریتیک | (PC) ۹۱/۱۰۰ (XSXS) ۹۲/۱۰۰ |

| ناشر                     | امتیاز |
| ------------------------ | ------ |
| دستراکتید                | ۸٫۵/۱۰ |
| الکترونیک گیمینگ مانثلی  | [ ۳۳ ] |
| گیم اینفورمر             | ۹٫۵/۱۰ |
| گیم‌اسپات                 | ۹/۱۰   |
| گیمز ریدار+              | [ ۳۶ ] |
| آی‌جی‌ان                   | ۱۰/۱۰  |
| پی‌سی گیمر (ایالات متحده) | ۹۰/۱۰۰ |
| ونچربیت                  | [ ۳۹ ] |
| وی‌جی۲۴۷                  | [ ۴۰ ] |
| VideoGamer.com           | ۸/۱۰   |

فورتزا هورایزن ۵ با توجه به نقدهای جمعی متاکریتیک «تحسین جهانی» را دریافت کرد.
گیم اینفورمر از تعاملات اجتماعی در بازی، به ویژه مقایسه امتیازات، قدردانی کرد، «بیشتر از آنچه که می‌توانستم بشمارم، متوجه شدم که دوستم امتیاز بالاتری را به‌دست‌آورد و باعث شد تا من برگردم و دوباره چالش را امتحان کنم». ارز تکنیکا از جلوه‌های بصری عنوان خوشش آمد و از گرافیک آن به عنوان یک بازی «نسل بعدی» تمجید کرد، به «طور جدی نمی‌توانم تعداد دفعاتی را که FH5 من را متحیر کرده است، عنوان کنم. این بازی مراقبت ویژه ای برای تأکید بر مناظر عظیم می‌کند … با جلوه‌های اچ‌دی‌آر پرقدرت که برای یک بوم بسیار اشباع شده از شهرها، غروب خورشید و مناظر شگفتی ایجاد می‌کند». این در حالی بود که از هندلینگ خودروها در این بازی به دلیل آسان ساختن بازی انتقاد می‌کرد، راک، پیپر، شات‌گان از افزودنی‌های جدید بازی مانند ایونت‌لب و رویدادهای سوپر۷ لذت برد، «اگر قبلاً یک بازی فورتزا هورایزن را بازی کرده‌اید، ممکن است کمی احساس دژا کنید. اما شما اهمیتی نمی‌دهید زیرا فرمول در نهایت کامل شده است». یوروگیمر جهان باز مکزیک هورایزن ۵ را ستایش کرد و نوشت: «نقشه یک شگفتی مطلق است که توسط یک موتور بازی پشتیبانی می‌شود که می‌تواند مناظر خیره‌کننده‌ای را از قلهٔ آتشفشانی که بر فراز آن بر فراز آن قرار دارد، در سراسر جهان ارائه دهد. محیط‌ها غنی و اشباع از رنگ و جو هستند، از باتلاق‌های مرطوب گرفته تا تپه‌های شنی خشک، از دره‌های عمیق و سرسبز تا باریوهای راه راه پاستلی.»
پولیگان تنظیمات مربوط به تنظیم سختی و مدیریت را دوست داشت، اما احساس کرد که بازی شما را با رویدادها و فعالیت‌های زیادی به‌طور همزمان بمباران می‌کند، «من احساس می‌کنم اشاره‌ها و پیشنهادها، از همه جهات، مانند دو نوجوان در حال منفجر کردن من هستند». ورج احساس کرد که سیستم‌های پیشرفت به‌طور کلی در مقایسه با ۳ گیج‌کننده‌تر هستند، و نحوهٔ انتخاب بازیکن برای انجام کارهای بعدی را تحسین کرد، «شما می‌توانید نوع خاصی از رویدادها را برای باز کردن قفل در حین پیشرفت انتخاب کنید. احساس می‌کنم اگر بازی را متوقف کنم و هفته‌ها بعد به آن بازگردم، حس بسیار بهتری از کاری که انجام می‌دادم داشته باشم».
این بازی به عنوان بازی سال آی‌جی‌ان انتخاب شد.

### عملکرد تجاری
قبل از انتشار بازی در ۹ نوامبر، بیش از ۱٫۲ میلیون بازیکن با خرید نسخهٔ پریمیوم بازی یا بستهٔ الحاقی پریمیوم به عنوان مشترک ایکس‌باکس گیم‌پس به بازی دسترسی پیدا کرده بودند و گیمر نتورک درآمد ناخالص را بین ۵۴ میلیون دلار تخمین زد. این بازی همچنین در نمودارهای هفتگی استیم در هفتهٔ اول عرضه تا ۷ نوامبر ۲۰۲۱ به رتبهٔ ۱ رسید. فیل اسپنسر، رئیس اکس‌باکس در ۹ نوامبر اعلام کرد که بیش از ۴٫۵ میلیون نفر این بازی را در کمتر از ۲۴ ساعت پس از عرضه بازی کرده‌اند که بزرگ‌ترین عرضه برای یک بازی اکس‌باکس گیم استودیوز است، در حالی که این بازی همچنین سه برابر بیشتر از فورتزا هورایزن ۴ بازیکنان همزمان را در اختیار داشت. در ۱۸ نوامبر، حساب رسمی فورتزا هورایزن در توییتر اعلام کرد که بیش از ده میلیون نفر این بازی را در هفتهٔ اول انتشار آن بازی کرده‌اند که بیشترین تعداد بازیکن در هفتهٔ اول یک بازی در تاریخ برند اکس‌باکس است. اریک کین که برای فوربز می‌نویسد، موفقیت بازی را ناشی از در دسترس بودن آن در هنگام عرضه در اکس‌باکس گیم‌پس، چندسکویی بودن آن بین اکس‌باکس سری اکس و اس، اکس‌باکس وان و مایکروسافت ویندوز، پشتیبانی از بازی‌های ابری از طریق اکس‌باکس کلود گیمینگ و بالا بودن کیفیت خود بازی می‌داند. در ۹ ژانویه ۲۰۲۲، دو ماه پس از انتشار، این بازی از مرز ۱۵ میلیون بازیکن عبور کرد و رکورد بازی قبلی مجموعهٔ فورتزا هورایزن را در حالی‌که کمتر از یک سال از انتشار این بازی می‌گذشت، شکست. این بازی هفت ماه پس از انتشار اولیه، بیش از ۲۰ میلیون بازیکن را جذب کرد.

### جوایز و نامزدی‌ها
| سال                                      | جایزه                                  | رده       | نتیجه  | منبع |
| ---------------------------------------- | -------------------------------------- | --------- | ------ | ---- |
| ۲۰۲۱                                     |                                        |           |        |      |
| جوایز بازی ۲۰۲۱                          | بهترین صداگذاری                        | برنده     | [ ۵ ]  |      |
| جوایز بازی ۲۰۲۱                          | نوآوری در دسترسی                       | برنده     | [ ۵ ]  |      |
| جوایز بازی ۲۰۲۱                          | بهترین بازی ورزشی/مسابقه‌ای             | برنده     | [ ۵ ]  |      |
| جوایز بازی ۲۰۲۱                          | بهترین صداگذاری از دید بازیکنان        | نامزدشده  | [ ۵ ]  |      |
| ۲۰۲۲                                     |                                        |           |        |      |
| جوایز انتخاب توسعه‌دهندگان بازی           | بهترین صداگذاری                        | نامزدشده  | [ ۵۵ ] |      |
| جوایز انتخاب توسعه‌دهندگان بازی           | بهترین تکنولوژی                        | نامزدشده  | [ ۵۵ ] |      |
| جوایز انتخاب توسعه‌دهندگان بازی           | بهترین هنرهای تجسمی                    | نامزدشده  | [ ۵۵ ] |      |
| جوایز انتخاب توسعه‌دهندگان بازی           | بازی سال                               | نامزدشده  | [ ۵۵ ] |      |
| جوایز دی.آی.سی.ای.                       | دستاورد برجسته در صداگذاری             | نامزدشده  | [ ۵۶ ] |      |
| جوایز دی.آی.سی.ای.                       | دستاورد فنی برجسته                     | نامزدشده  | [ ۵۶ ] |      |
| جوایز دی.آی.سی.ای.                       | بازی مسابقه‌ای سال                      | برنده     | [ ۵۶ ] |      |
| جوایز انجمن جلوه‌های بصری                 | جلوه‌های بصری برجسته در یک پروژهٔ بی‌درنگ | نامزدشده  | [ ۵۷ ] |      |
| هجدهمین جوایز بازی‌های فرهنگستان بریتانیا | بهترین بازی                            | نامزدشده  | [ ۵۸ ] |      |
| هجدهمین جوایز بازی‌های فرهنگستان بریتانیا | بازی بریتانیایی                        | برنده     | [ ۵۸ ] |      |
| هجدهمین جوایز بازی‌های فرهنگستان بریتانیا | بازی خانوادگی                          | نامزدشده  | [ ۵۸ ] |      |
| هجدهمین جوایز بازی‌های فرهنگستان بریتانیا | طراحی بازی                             | نامزدشده  | [ ۵۸ ] |      |
| هجدهمین جوایز بازی‌های فرهنگستان بریتانیا | بازی چندنفره                           | نامزدشده  | [ ۵۸ ] |      |
| هجدهمین جوایز بازی‌های فرهنگستان بریتانیا | دستاورد فنی                            | نامزدشده  | [ ۵۸ ] |      |
| جوایز بازی اس‌اکس‌اس‌دبلیو                  | بهترین انیمیشن، هنر، و دستاوردهای بصری | برنده     | [ ۵۹ ] |      |
| جوایز بازی اس‌اکس‌اس‌دبلیو                  | بهترین صداگذاری                        | نامزدشده  | [ ۵۹ ] |      |
| جوایز بازی اس‌اکس‌اس‌دبلیو                  | پیشرفت در دستاوردهای فنی               | نامزدشده  | [ ۵۹ ] |      |
| جوایز استیم                              | بازی سال                               | نامزدشده  | [ ۶۰ ] |      |
| جوایز استیم                              | سبک بصری برجسته                        | برنده     | [ ۶۰ ] |      |
| جوایز ان‌ای‌وی‌جی‌تی‌آر                       | بهترین بازی مسابقه‌ای                   | برنده     | [ ۶۱ ] |      |
| جوایز انجمن صنفی شبکه صوتی بازی          | بهترین مقاله یا انتشارات صوتی بازی     | در انتظار | [ ۶۲ ] |      |